# Orcuttia inaequalis
Orcuttia inaequalis är en gräsart som beskrevs av Robert Francis Hoover. Orcuttia inaequalis ingår i släktet Orcuttia och familjen gräs. Inga underarter finns listade i Catalogue of Life.